# Vysoké Veselí
Vysoké Veselí (in tedesco Hochwessely) è una città della Repubblica Ceca facente parte del distretto di Jičín, nella regione di Hradec Králové.